# Mattéo Vercher
Mattéo Vercher (født 26. januar 2001 i Lyon) er en cykelrytter fra Frankrig, der kører for Fejl i Modul:Cykelhold: Wikidata-entitet ikke angivet..